# Markus Schächter
Markus Schächter (Hauenstein, 31 de outubro de 1949) é um jornalista alemão. De 2002 a 2012, ele foi diretor-geral da ZDF.

## Carreira
Markus Schächter iniciou sua carreira jornalistica no rádio como editor cultural da Südwestfunk em 1976. Depois de trabalhar (desde 1977) como chefe do departamento de relações públicas do Ministério da Cultura da Renânia-Palatinado sob o comando de Hanna-Renate Laurien, ele finalmente chegou à ZDF em 1981. Em 1992, Schächter assumiu o departamento de planejamento da emissora; e em 2002, foi eleito diretor-geral.